# Prins Hendrikpark (Bussum)
Prins Hendrikpark is een wijk in Bussum in de Nederlandse gemeente Gooise Meren, op de grens met Naarden.

## Geschiedenis
Het Prins Hendrikpark is gebouwd op een stuk grond dat oorspronkelijk afgegraven werd. De afgegraven grond werd met boten getransporteerd via sloten naar de Bussumervaart richting eindbestemming. In 1874 werd aan de rand van de afzanding de Oosterspoorlijn aangelegd met tevens een station.
In 1898 werd het terrein verkocht aan de Gooische Bouwgronden Maatschappij, die het weer liet ophogen met circa 60 cm zand om bebouwing mogelijk te maken.
Behalve woningen werd er ook een stratenplan gemaakt met plantsoenen. Na de komst van de spoorlijn en de bouw van een station werd Bussum aantrekkelijk om te gaan wonen.
Stadsarchitect J.F. Everts ontwierp het lanenpatroon van de nieuwe villawijk, Prins Hendrikpark, die de naam kreeg van de prins-gemaal van de jonge koningin Wilhelmina, Prins Hendrik. De lanen zijn niet recht maar lopen gebogen, waardoor er speelse lijnen en gezichtshoeken ontstaan.

## Architectuur
Het eerste bouwproject was in 1903 een kerk voor de Evangelisch Luthers gemeenschap. In hetzelfde jaar werd aan de stationsweg 2 een zeer herkenbare delicatessenzaak gebouwd op een hoek. Het in jugendstil opgetrokken gebouw is een gemeentelijk monument en heeft een tegeltableau met reclame voor chocoladefabriek Van Houten.
Tussen 1903 en 1929 werd deze villawijk langzamerhand volgebouwd. Hoewel er enkele villa's op royale percelen staan, is de oppervlakte van de tuinen met bebouwing daarop kleiner dan dit het geval is in de aanliggende woonwijk het Spiegel. De bebouwing bestaat voor het merendeel uit afwisselend en in verschillende bouwstijlen gerealiseerde enkele en dubbele villa's in één of twee bouwlagen onder een samengestelde kap op percelen van uiteenlopende oppervlakte. Een uitzondering vormen de geschakelde woningen aan het einde van de Prins Hendriklaan, een woonblok op de Stargardlaan en twee woonblokken op de Mecklenburglaan.
In de directe omgeving van de woningen werden aan de rand van de wijk later winkels aan het Stationsplein, Stationsweg en de Generaal de la Reijlaan gebouwd. Deze winkels kwamen er toen de wijk al vrijwel geheel bebouwd was.
Afgezien van twee afgebroken villa's die aan de Prins Hendriklaan, recht tegenover de hoofdingang van het station, stonden en waarvoor in de plaats appartementen en een kantoor gebouwd zijn, is de buurt als geheel van bebouwing volledig intact gebleven, waarbij de winkels naderhand een andere bestemming hebben gekregen en enkele woonhuizen nu als kantoor gebruikt worden.

### Architecten
De meeste architecten die woningen en winkels ontworpen hebben in het Prins Hendrikpark werkten in opdracht van de toekomstige bewoners, die van de bouwmaatschappij een kavel gekocht hadden. Enkele architecten hebben echter meerdere woningen en winkels ontworpen, onder wie:
- H.J. Everts (zoon van J.F. Everts)
- W. Wiggers
- Gerard F. Mastenbroek
- J. Roodenburg
- N. Doornberg
- Johan Negrijn
- Klaas Feenstra
- Klaas van den Berg
- B. van Wamelen
- Jan Rebel
- Gerrit Jan Vos
- Jacob van der Goot
- Cornelis Kruisweg
- F. Caron

## Monumenten
Een aantal winkels, woningen en openbare gebouwen in het Prins Hendrikpark zijn door het Rijk en de Provincie en de Gemeente vanwege cultuurhistorische waarden aangewezen als een beschermd monument.

### Rijksmonument
- Voormalige Openbare Bibliotheek, Generaal de la Reijlaan 12/12a, architecten van der Goot en Cornelis Kruisweg.

### Provinciale monumenten
- Handelsgebouwen, opslag- en transportgebouwen, Stationsweg 3, station Naarden-Bussum, architect H.G.J. Schelling

### Gemeentelijke monumenten
- Voormalig winkel-woonhuis, Stationsweg 2, Generaal de la Reijlaan 30a/30b, architect Willem Wiggers de Vries
- Complex woningen, Mecklenburglaan 47, 49, 51 en Stargardlaan 12
- Villa, Stargardlaan 1, architect Herman Everts
- Dubbele Villa, Stargardlaan 30, 32, architect Herman Everts

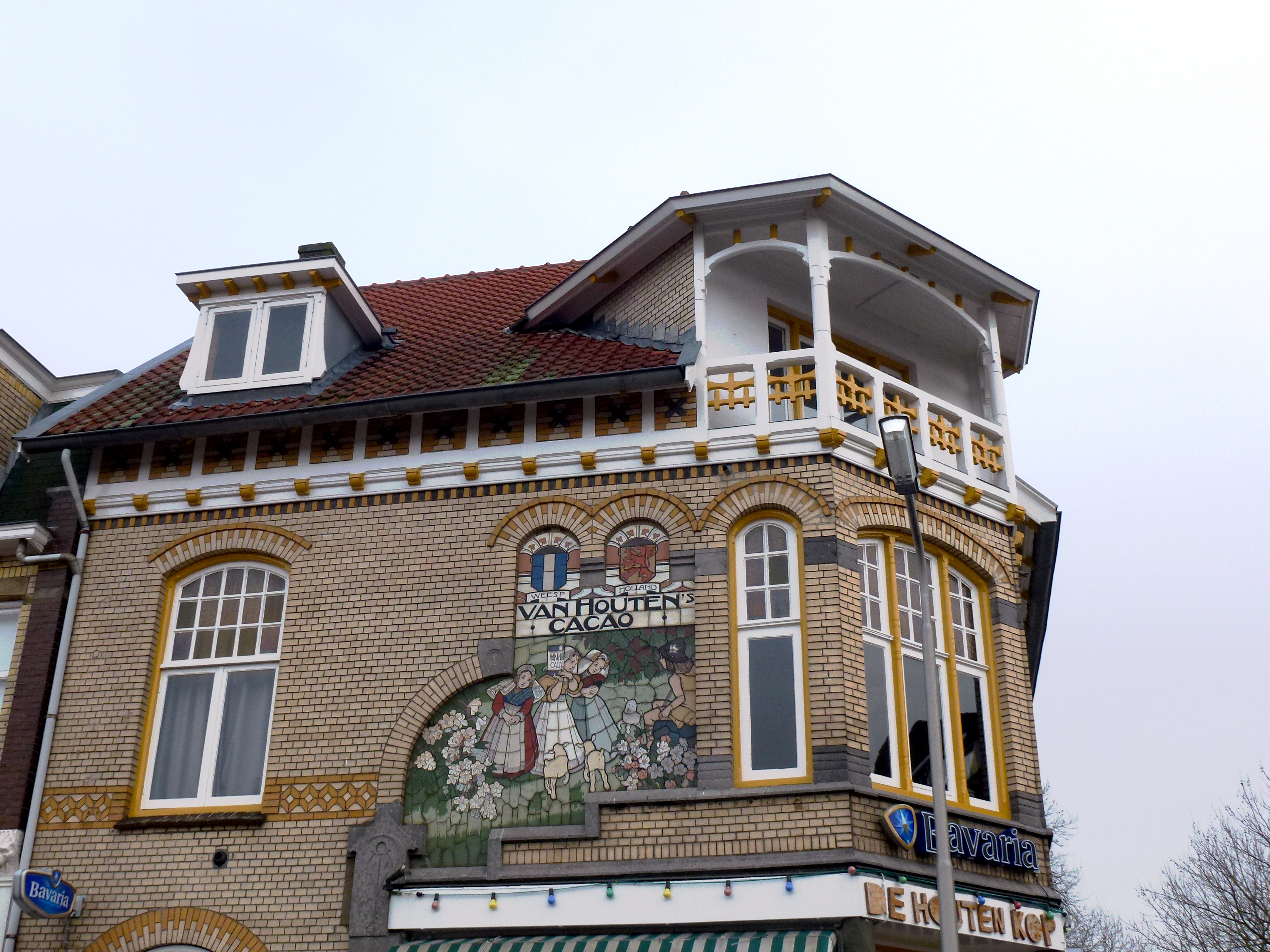
Stationsweg, hoek Generaal de la Reijlaan
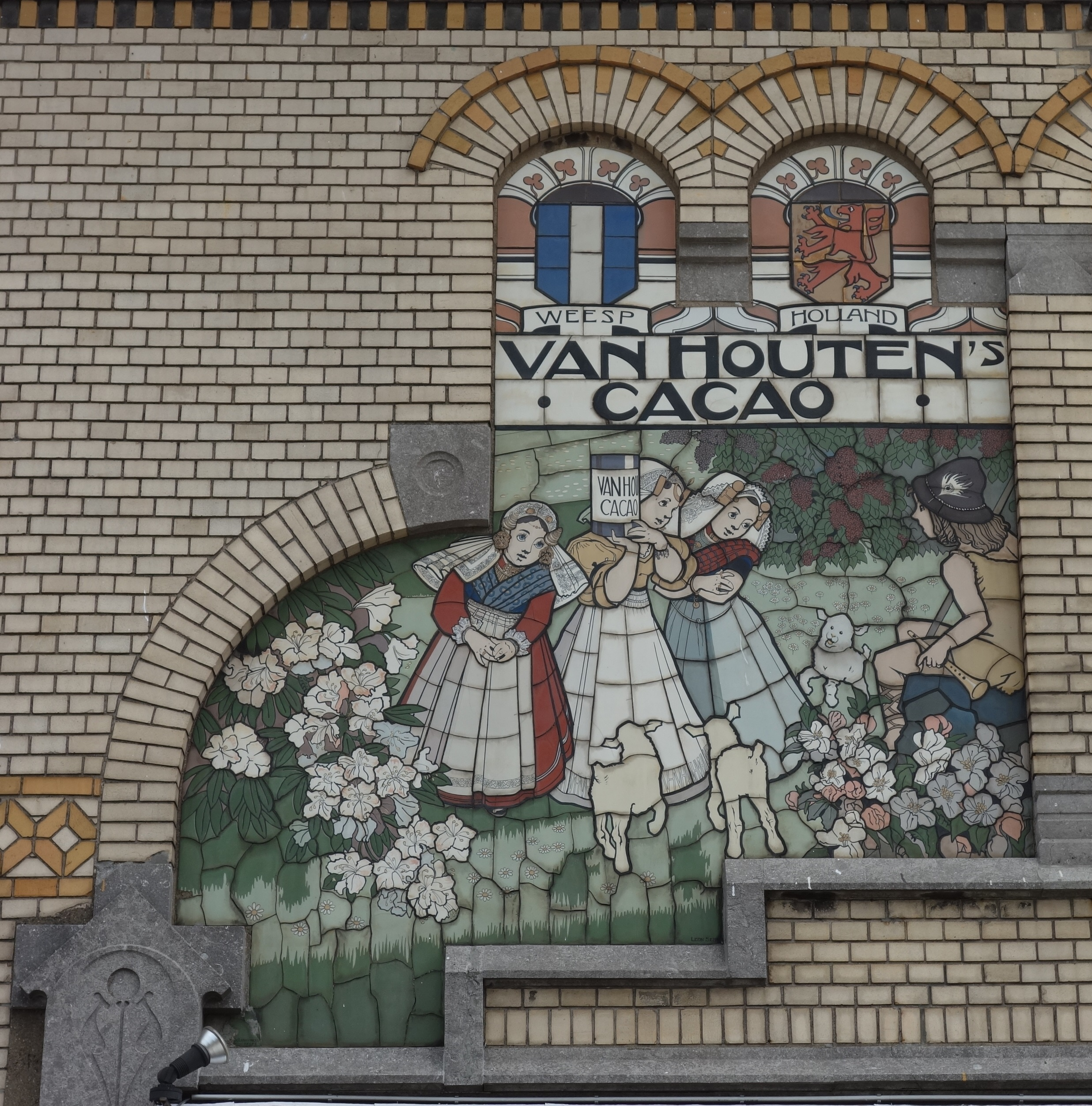
Gevelreclame voor Van Houten's cacao
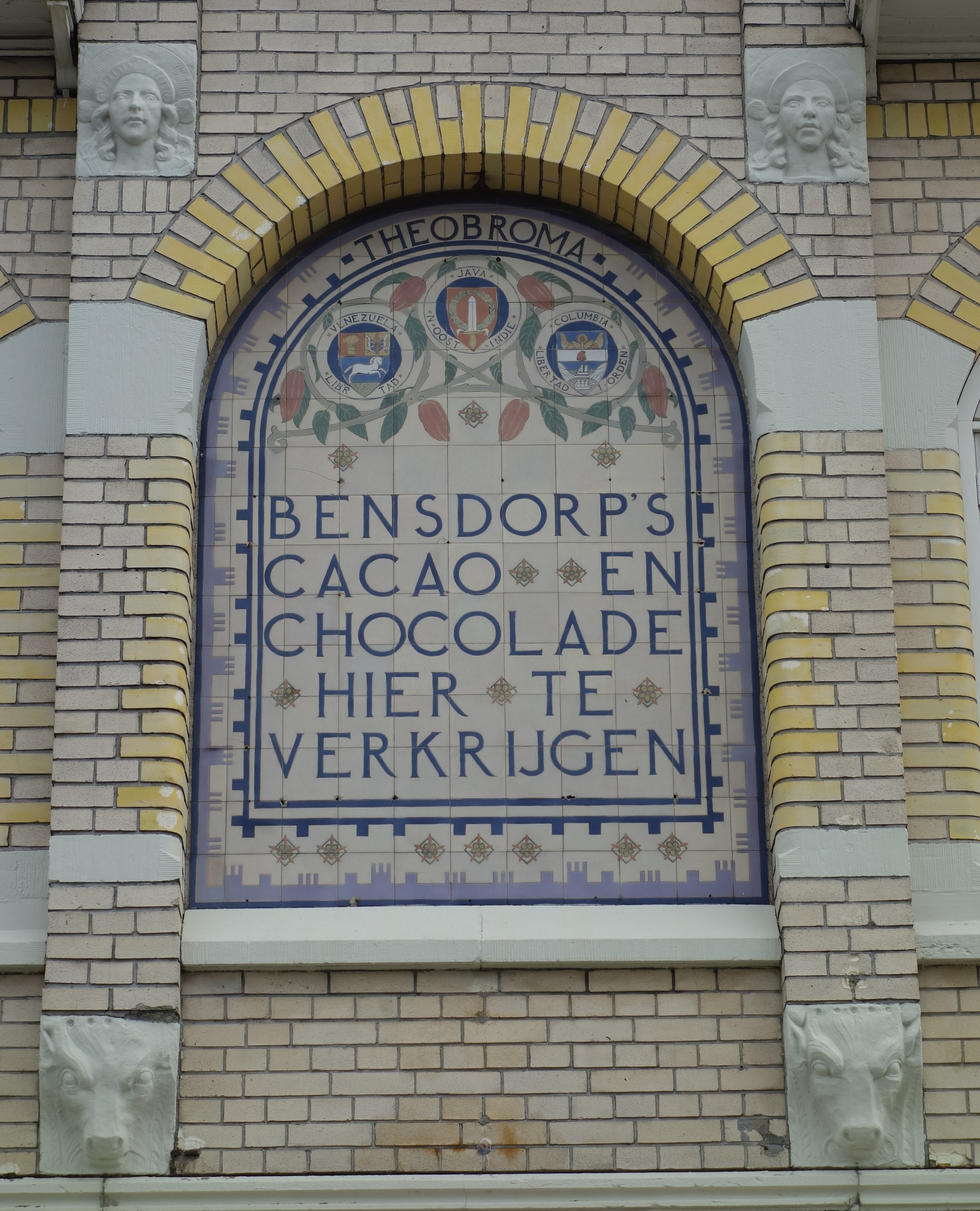
Gevelreclame voor Bensdorp
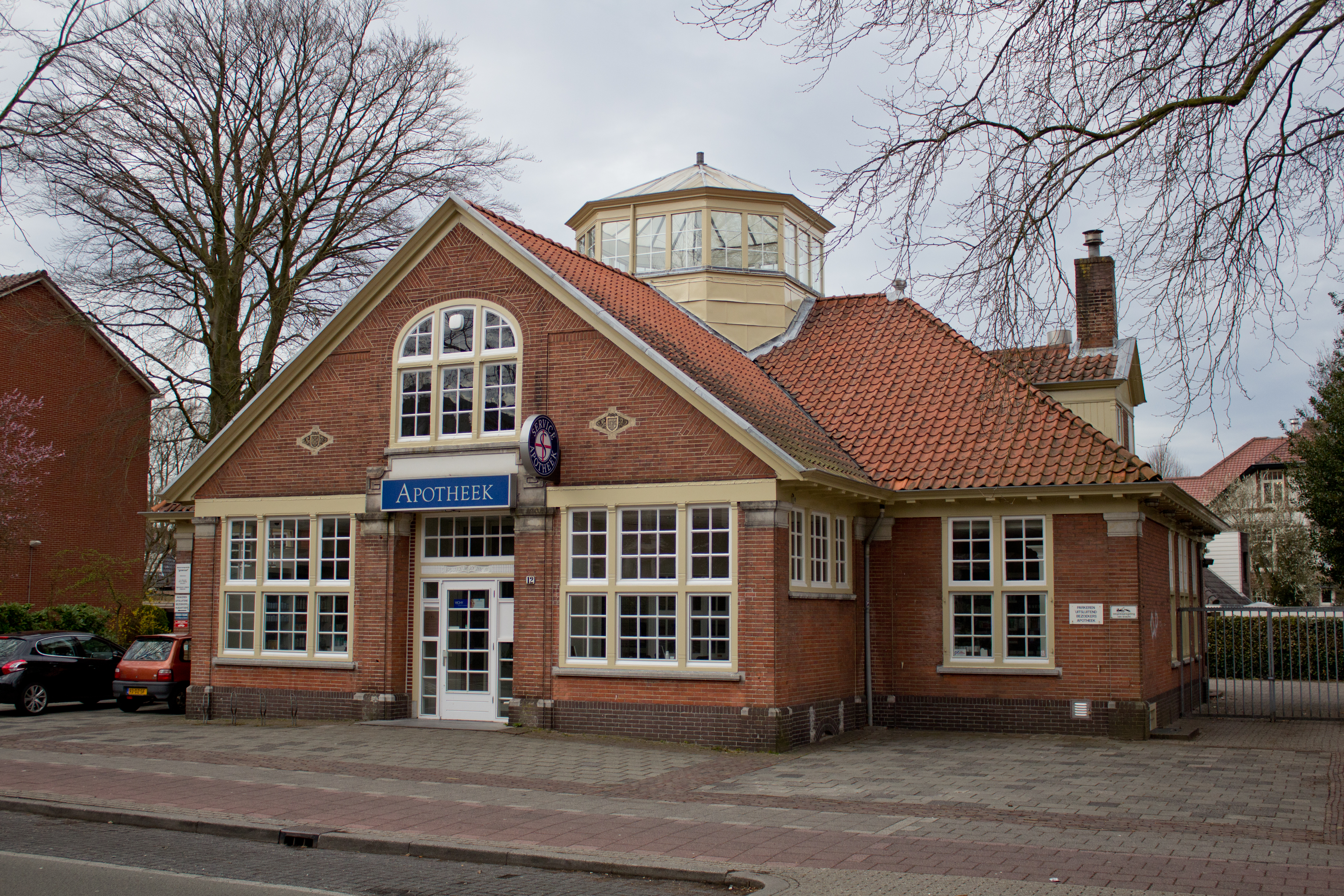
Voormalige Bibliotheek, Bussum
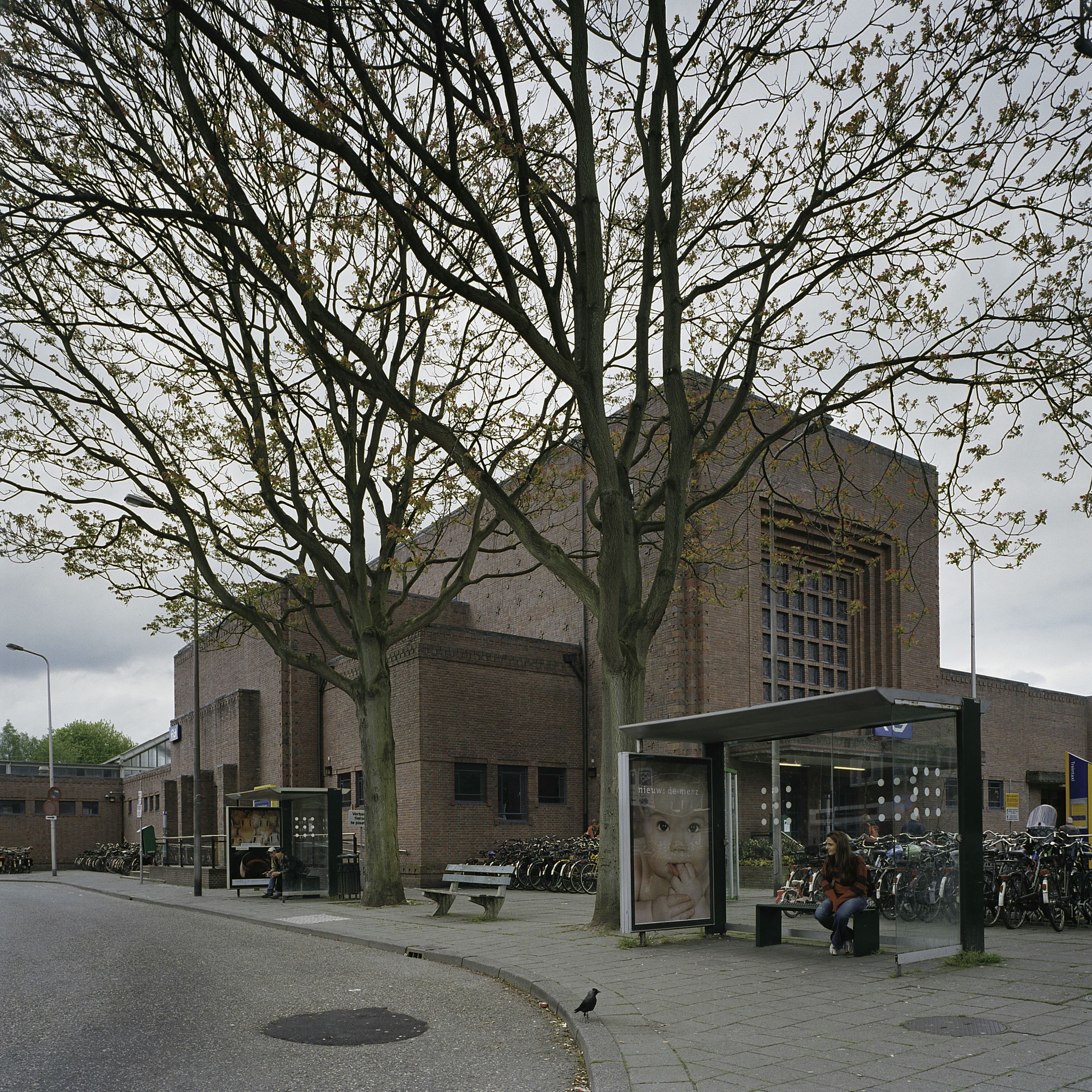
Entreegedeelte Station Naarden-Bussum
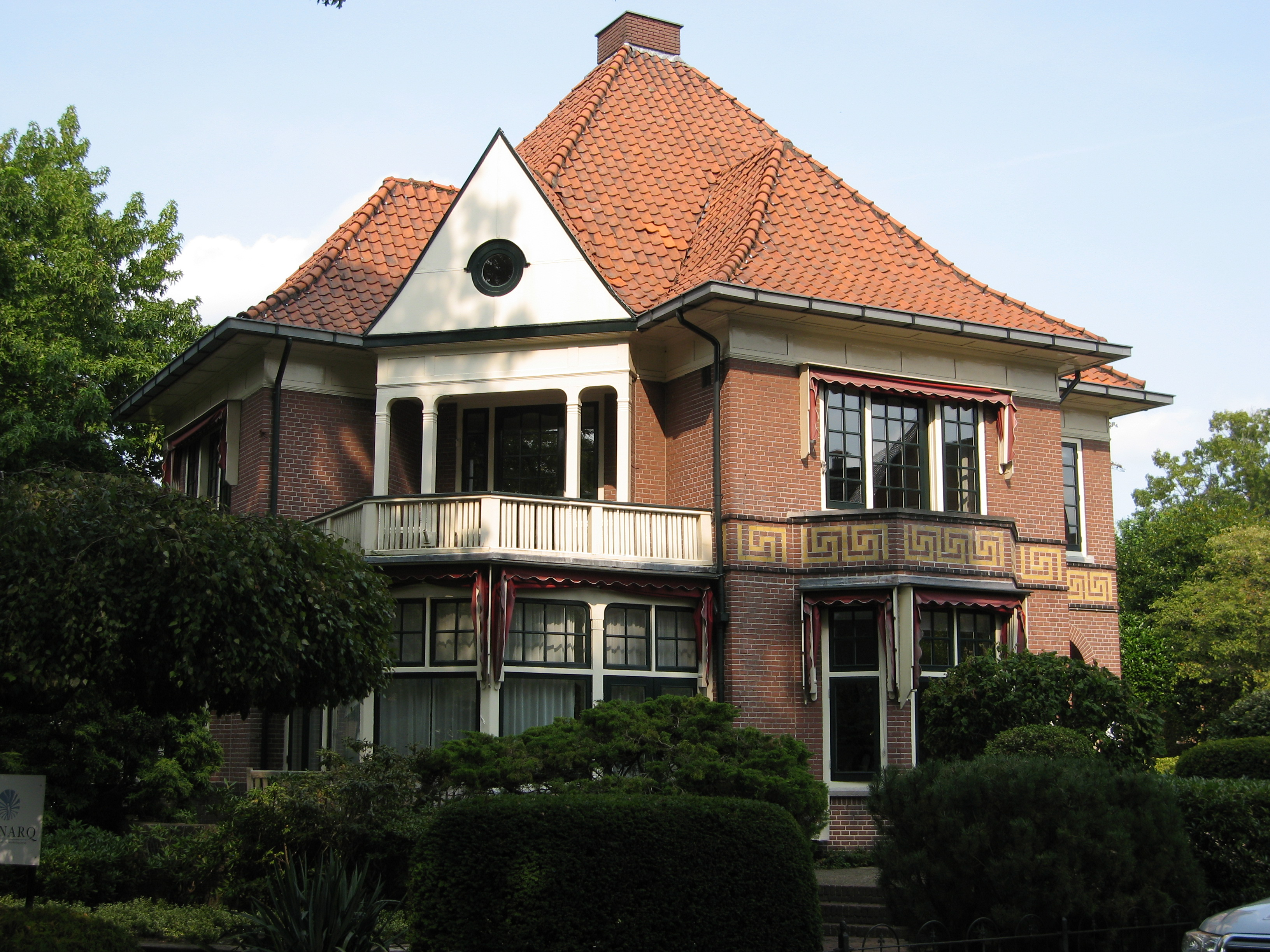
Bussum, Stargardlaan 1,
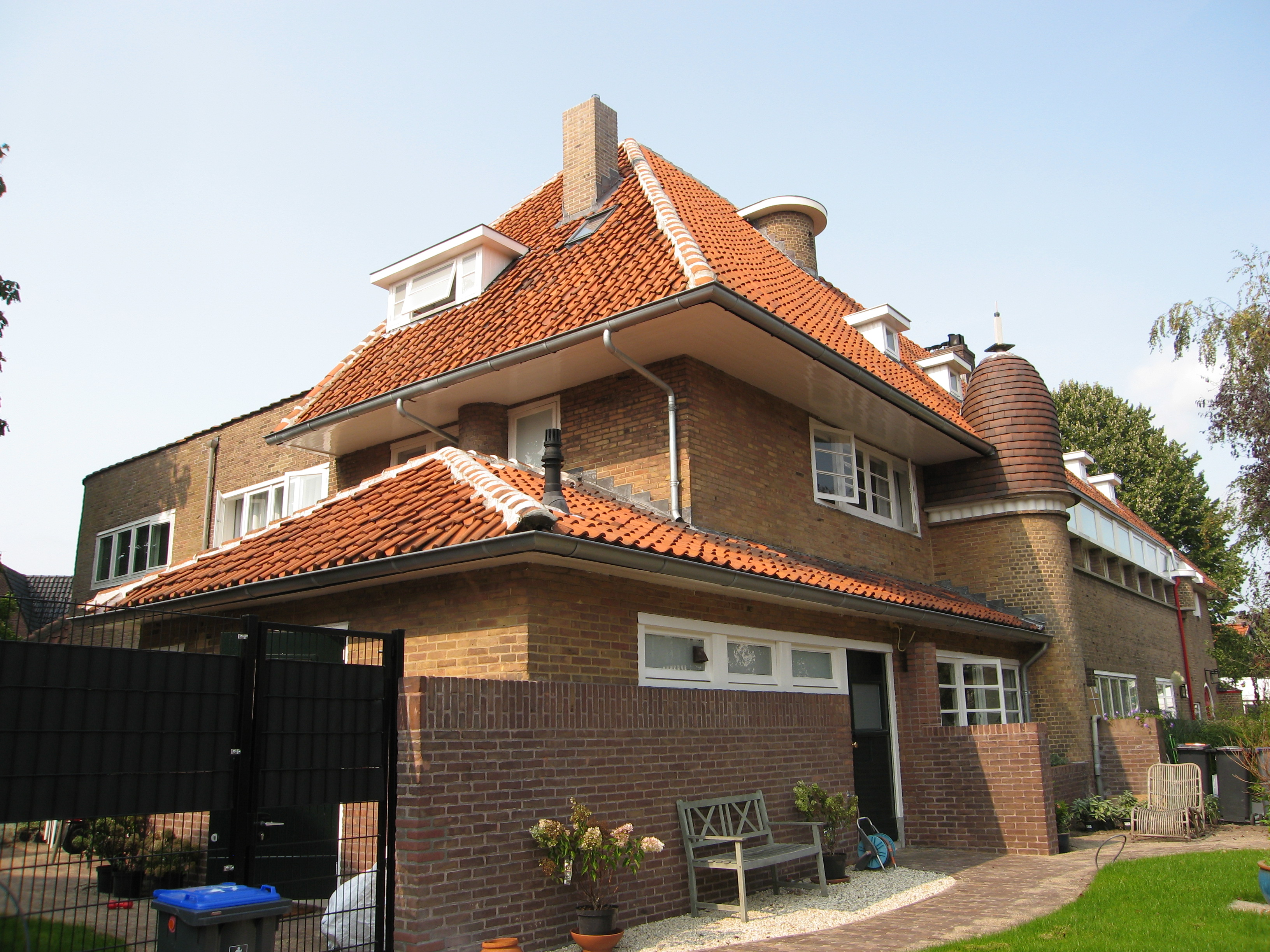
Bussum, Stargardlaan 47, 49, 51
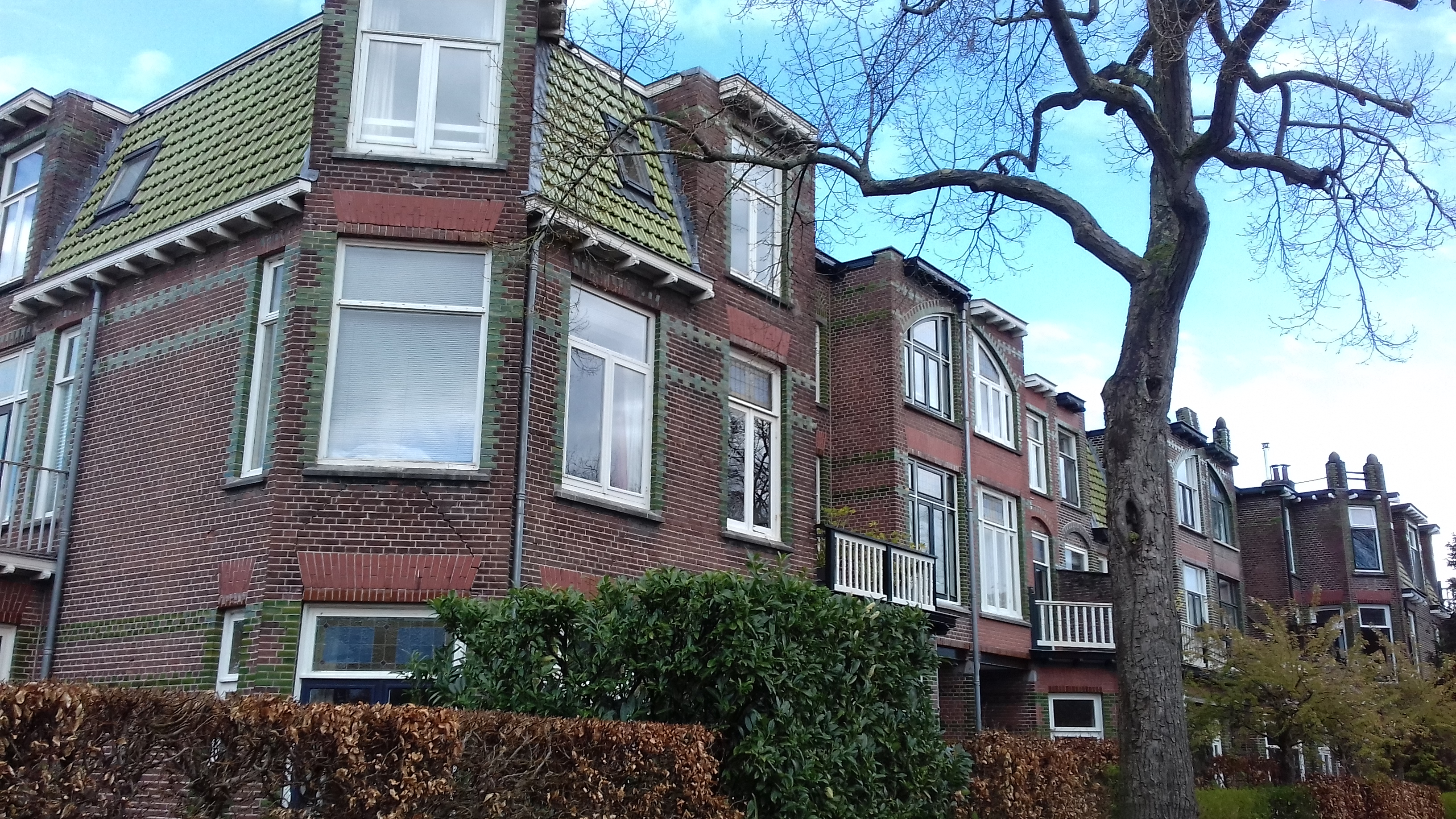
Woningen aan Prins Hendriklaan 13 - 23
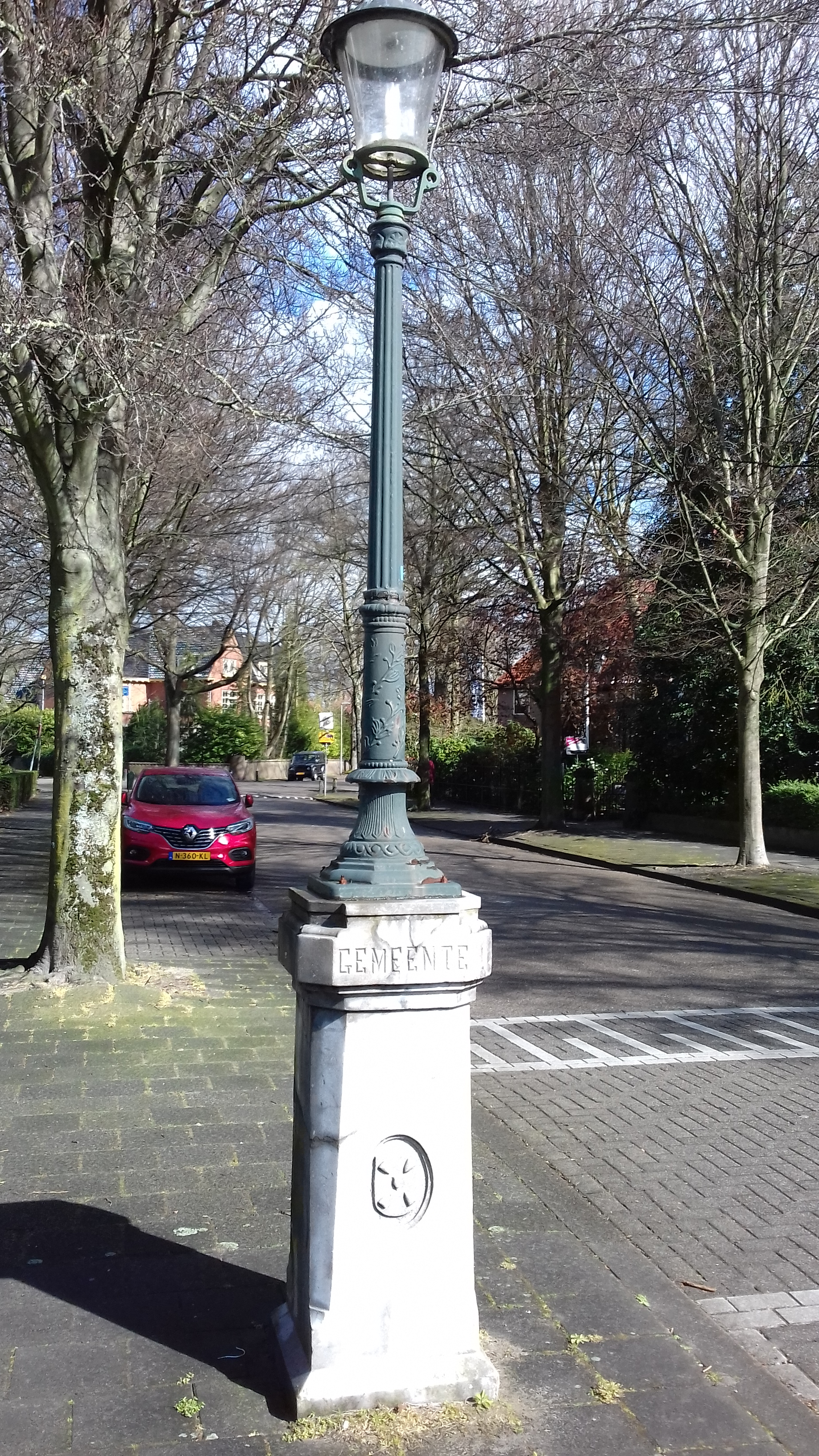
Lantaarnpaal Prins Hendriklaan

## Trivia
- De straatnamen binnen de wijk zijn allemaal gerelateerd aan Prins Hendrik, deze dragen zijn voornamen: Hendrik, Wladimir en Albrecht. Daarbij werden ook zijn titels gebruikt voor benaming van de lanen: Mecklenburg, Schwerin, Rostock en Stargard.